# Michael Arrington

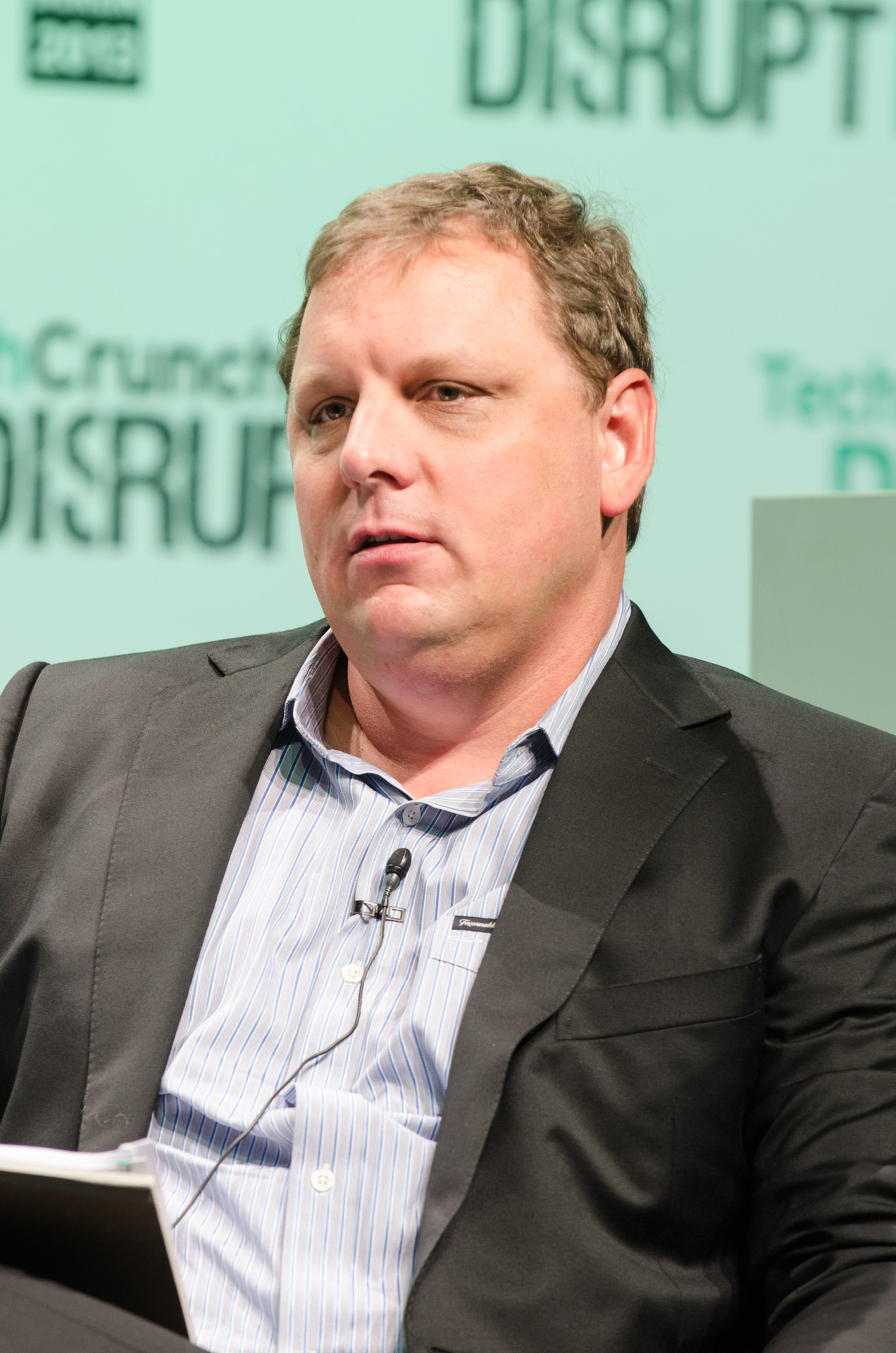
Arrington (2013)

J. Michael Arrington (* 13. März 1970 in Huntington Beach, Kalifornien) ist ein US-amerikanischer Unternehmer. Er ist der Gründer und frühere Chefredakteur von TechCrunch, einem Blog der über Unternehmen im Silicon Valley berichtet (Startups), sowie das weitere Technologiefeld der Vereinigten Staaten und der Welt. Magazine wie Wired und Forbes bezeichneten Arrington als eine der mächtigsten Personen des Internets. 2008 führte ihn das Time-Magazin in einer Liste als einen der einflussreichsten Menschen der Welt auf.

## Leben
Arrington wuchs in Kalifornien und Surrey, England auf. Er besuchte die University of California, Berkeley und machte seinen Abschluss am Claremont McKenna College mit dem Hauptfach Wirtschaftswissenschaften. Arrington ging daraufhin bis 1995 auf die Stanford Law School. Er arbeitete im Bereich Gesellschafts- und Kapitalmarktrecht bei O’Melveny & Myers und Wilson Sonsini Goodrich & Rosati. Arrington war Mitgründer von Achex, einer Internet-Bezahl Firma, welche für 32 Millionen US-Dollar an First Data verkauft wurde und jetzt das Backend der Onlineplattform der Western Union stellt. Er war zudem Mitbegründer von Zip.ca und Pool.com, sowie der COO von Razorgator, und Gründer von Edgeio. Arrington ist außerdem Mitglied des Board of Directors des Startups Foldera, welches ein Software as a Service Organisationswerkzeug ist. Im Oktober 2010 machte er von sich reden, als er sich bei Facebook mit einer bekannten E-Mail-Adresse des damaligen Google-CEO Eric Schmidt registriert hatte und somit eine Sicherheitslücke in diesem sozialen Netzwerk fand.
Im September 2011 verließ Arrington als Chefredakteur TechCrunch im Streit und kündigte an, sich um seinen neuen Risikokapitalfonds Crunchfund zu kümmern. Parallel dazu schrieb er weiterhin als freier Blogger in seinem Blog Uncrunched. Er schreibt seit Oktober 2012 auch wieder für TechCrunch.